# Pyrrha (mythologie)
Pour les articles homonymes, voir Pyrrha.
Dans la mythologie grecque, Pyrrha, fille du Titan Épiméthée et de Pandore, est l'épouse de Deucalion, tous deux faisant partie des rares mortels ayant survécu au déluge.

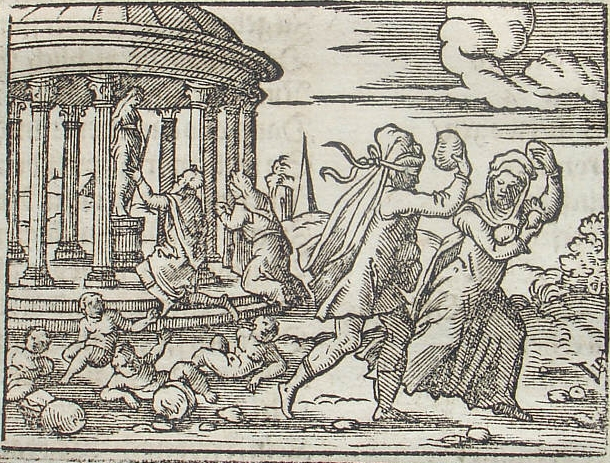
Deucalion et Pyrrha, illustration de Virgil Solis pour une édition des Métamorphoses (1562)

## Famille
Pyrrha est la fille du Titan Épiméthée et de Pandore ainsi que l'épouse de Deucalion de qui elle eut Hellen, Amphictyon, Protogénie, Pandore et Thyia.
Selon certains récits, Hellen ou Helméthéus (en) serait né de l'union de Pyrrha avec Zeus.

## Mythologie
Elle est, avec Deucalion, une des seuls mortels qui survécurent au Déluge.
À la suite de ce déluge, c'est ensemble qu'ils repeuplèrent la terre, suivant les instructions de l'oracle de Thémis : Ils projetèrent derrière eux les « os de leur grand-mère », celle-ci étant Gaïa. Il s'agissait de simples pierres qu'ils durent jeter, lesquelles, en touchant le sol, devinrent des hommes et des femmes.

## Sources
- Platon, Timée [détail des éditions] [lire en ligne] 22b
- (fr) Luc Brisson (dir.) (trad. du grec ancien), Critias : Platon, Œuvres complètes, Paris, Éditions Flammarion, 2008 (1re éd. 2006), 2204 p. (ISBN 978-2-08-121810-9)
- (fr) Luc Brisson (dir.) (trad. du grec ancien), Timée : Platon, Œuvres complètes, Paris, Éditions Flammarion, 2008 (1re éd. 2006), 2204 p. (ISBN 978-2-08-121810-9)